# Яковенко, Михаил Игнатьевич
Яковенко Михаил Игнатьевич (род. 25 мая 1959, с. Босово Белокуракинского района Луганской области — 30 декабря 1994, Давыдо-Никольское Краснодонского района) — командир оперативного взвода батальона милиции быстрого реагирования «Беркут» Управления МВД Украины в Луганской области, подполковник милиции. Первый награждён (7 мая 1995 года) отличием Президента Украины — звездой «За мужество» (посмертно).

## Биография
Родился 25 мая 1959 года в с. Босово Белокуракинского района, через несколько лет семья переехала в Луганск. В 1976 году окончил школу. Работал учеником электрика насосной станции.
В 1977 году поступил в высшее зенитно-ракетное училище в городе Орджоникидзе.
С июня 1981 по октябрь 1985 — служба в Одесском высшем военном училище противовоздушной обороны в подразделении обеспечения учебного процесса, после в 1987 году становится командиром зенитной батареи 1161 зрп 28 МСД Од.ВО. В октябре 1991 года оставляет службу в Вооруженных Силах.
В органах внутренних дел с 18 февраля 1992 г. С сентября 1992 года — в формирующемся спецподразделении милиции быстрого реагирования «Беркут». Майор, подполковник, возглавляет оперативный взвод; неоднократно лично участвовал в задержании вооружённых преступников. Награждён медалями «За боевые заслуги», «За безупречную службу», «70 лет Вооруженных Сил СССР».
В ночь с 29 на 30 декабря 1994 в селе Давыдово-Никольское Краснодонского района участвовал в обезвреживании вооружённой преступной группы в составе 4-х человек, которая была причастна к совершению многих тяжких преступлений, в том числе заказных убийств. Банда была обезврежена, но во время проведения операции Яковенко получил тяжёлые ранения в голову и от полученных ранений скончался в больнице.
7 мая 1995 за личное мужество и героические действия во время задержания вооружённых преступников посмертно награждён высшей в то время наградой Украины за мужество — отличия Президента Украины — звездой «За мужество». Это был первый указ о награждении новым отличием.
Приказом МВД Украины подполковник милиции Яковенко Михаил Игнатьевич навечно зачислен в списки личного состава УМВД Украины в Луганской области.
В честь Михаила Яковенко названа улица (4-я линия) в Луганске.